# Au B'izou
Résidence
Le café-théâtre Au B'izou est une salle de spectacles située dans la commune bruxelloise d'Anderlecht.
Fondé en 2008 par Jean Saeremans et Iza Loris, auteure pour Julie Zénatti et Hélène Ségara, le théâtre est dédié au texte et à la chanson française. Cette petite salle, parrainée par Salvatore Adamo, met en lumière des artistes français ou belges, qu'ils soient reconnus ou émergents.
Il présente aussi du jazz, des conteurs, du théâtre. Des ateliers d'écriture et de composition musicale avec des artistes comme Hugues Maréchal, Claude Lemesle, Claude Semal ou Rémo Gary y sont également proposés.

## Chanteurs au B'izou
Entre 2008 et 2019, plus de 300 artistes, dont de nombreux participants de la Biennale de la chanson française, ont chanté au B'Izou. 
- Français : Nicolas Bacchus, Romain Didier, Elias, Rémo Gary, Bernard Joyet, Mickaël Miro,  Didier Sustrac
- Belges : Stéphane Bissot, Bernard Degavre, Besac-Arthur, Cédric Gervy, Daniel Hélin, Axel Hirsoux, Olivier Juprelle, Jean-Charles De Keyser, Guillaume Ledent, Didier Odieu, Isabelle Rigaux, Claude Semal

## Accès
| ___ | Ce site est desservi par la station de métro : Bizet. |